# Estádio Francisco Stédile
O Estádio Francisco Stédile, mais conhecido como Centenário, é um estádio de futebol localizado na cidade de Caxias do Sul, Rio Grande do Sul, Brasil, que pertence à Sociedade Esportiva e Recreativa Caxias do Sul.
O apelido Centenário foi uma homenagem aos cem anos de colonização italiana ocorrido em 1975.

## História
O estádio foi erguido no bairro Marechal Floriano, onde antes se encontrava o Estádio da Baixada Rubra, pelo então presidente e atual patrono do Caxias, Francisco Stédile, tendo como arquitetos Paulo Bertussi, Antônio Filippini, João Alberto Marchioro e Rubens Arthur Baldisserotto.
Ele aceitou o desafio do presidente da extinta CBD, Heleno Nunes, para, num espaço de seis meses, construir um estádio e pleitear uma vaga no campeonato nacional, de tal forma que o estádio Centenário acabou servindo como passaporte do clube para o Campeonato Brasileiro de 1976.
Em 2013, foi utilizado pelo Sport Club Internacional devido a reforma em seu estádio, Beira-Rio, para a Copa do Mundo de 2014.
Em 2018, contra o Inter de Lages, em jogo válido pela Série D, o estádio recebeu seu milésimo jogo, com a participação dos jogadores que estavam na primeira partida, entre eles Bagattini, Maurinho, Paulo Cezar Tatu e Segatto.

## Recordes
Foi inaugurado em 12 de setembro de 1976 com o jogo Caxias 2x1 Internacional de Porto Alegre, em partida válida pelo Campeonato Brasileiro.
Sua capacidade atual é de 22.132 espectadores.
O seu maior público foi de 30.875 torcedores na partida Caxias 0 a 0 Palmeiras pela 1ª divisão do Campeonato Brasileiro, em 15 de setembro de 1976, na inauguração de seus refletores.
O segundo maior público foi de 25.128 espectadores, com torcida única do clube grená, no jogo em que o Caxias empatou por 1 a 1 contra o Guaratinguetá, em 16 de agosto de 2009 pela 3ª divisão do Campeonato Brasileiro.
Já no Campeonato Gaúcho, o maior público do Centenário foi no jogo Caxias 1 a 5 Grêmio, em 1981, quando cerca de 21.000 espectadores pagaram ingressos.